# Meishō (imperatriz)
Meishō (明正, 9 de janeiro de 1624 – 4 de dezembro de 1696) foi o 109.º imperatriz do Japão, de acordo com a ordem tradicional de sucessão. Seu reinado durou de 1629 a 1643. Na história do Japão, Meishō foi a sétima de oito mulheres a se tornar imperatriz reinante.

## Vida
Antes de ascender ao Trono do Crisântemo, seu nome pessoal era princesa Okiko e era a segunda filha do imperador Go-Mizunoo. Sua mãe se chamava Tokugawa Masako, filha do xogum Tokugawa Hidetada.
Okiko tornou-se imperatriz após a abdicação de seu pai, Go-Mizunoo, em 1629. A sucessão foi recebida pela nova monarca e logo, em seguida,  foi proclamada imperatriz Meishō. Os anos do reinado de Meishō corresponderam ao desenvolvimento e crescimento do xogunato Tokugawa sob a liderança de Tokugawa Iemitsu. Quando seu reinado se iniciou a nova imperatriz tinha apenas 5 anos; e ela se tornaria a primeira mulher a ocupar o trono desde a imperatriz Shotoku, a 48ª soberana que morreu em 770.
Em 1632, o ex-xogum Tokugawa Hidetada veio a falecer e Iemitsu começou a implementar de fato seu governo. Em 1634, Iemitsu visitou Quioto. No ano seguinte um embaixador do Rei Injo de Joseon foi recebido em Quioto. Em 1637 eclodiu a grande rebelião de Shimabara onde muitos cristãos estiveram envolvidos entre eles ex-vassalos do Clã Arima; forças doxogum são enviadas para reprimir a revolta que é esmagada no ano seguinte, resultando em 37.000 rebeldes mortos. Outra consequência é que a religião cristã foi proibida no Japão sob pena de morte.
Em 6 de julho de 1640, um navio espanhol vindo de Macau trouxe uma delegação de 61 pessoas para Nagasaki. No dia 9 de agosto, todos foram decapitados e suas cabeças estavam presas em postes. Em 1641, o príncipe Tsuguhit', foi nomeado príncipe herdeiro. Em 14 de novembro de 1643, no 15º ano do reinado de Meishō, a imperatriz abdicou e a sucessão foi recebida pelo seu seu meio-irmão mais novo Tsuguhito. Acredita-se que o pai de Meishō era realmente quem governava em seu nome até a data em que ela abdicou.
Em 4 de dezembro de 1696, a imperatriz aposentada veio a falecer aos 72 anos de idade e passou a ser consagrada no mausoléu imperial (misasagi) nomeado Tsukinowa no misasagi, que está localizado em Sennyu-ji no bairro Higashiyama-ku em Quioto. Esse misasagi também  é consagrado a seu pai, e a seus sucessores imediatos. 